# SMS Ariadne (1900)
Pour les autres navires du même nom, voir SMS Ariadne.
Le SMS Ariadne est un croiseur léger de la marine impériale allemande lancé en 1900 qui appartient à la classe Gazelle. Son nom de baptême provient d'Ariane, fille de Minos et de Pasiphaé.

Il est coulé pendant la bataille de Heligoland (1914). Il ne doit pas être confondu avec le SMS Ariadne, lancé en 1871 et en service jusqu'en 1890.

## Service
C'est le 14 décembre 1899 que la quille du navire est posée à Brême au chantier naval de la compagnie AG Weser. Il est lancé sous le nom d’Ariadne le 10 août 1900, et mis en service le 18 mai 1901, sous le commandement du fregattenkapitän Karl Deubel qui lui fait entreprendre des voyages d'essai avec ses sister-ships Medusa et Thetis. La quille subit le 11 juillet suivant une explosion d'un tube à bâbord qui entraîne la mort de trois hommes d'équipage.
Le navire est prêt en octobre 1902 et il est affecté le 22, sous le commandement du korvettenkapitän Josephi, à la Ire escadre. Il prend part avec elle à son voyage de novembre qui a lieu au large de la Norvège. Le SMS Ariadne est affecté, le 1er mars 1903, au groupe des navires de reconnaissance (ou d'éclairage), nouvellement créé. Il participe à partir du port de Brest à son voyage de début d'année en direction de l'Espagne. En 1904, il est en visite avec la flotte en Grande-Bretagne, et à Copenhague en 1906, pour les funérailles de Christian IX, où il est accompagné du SMS Preußen. Il est mis hors service pour révisions le 22 septembre 1906 à Wilhelmshaven.

### Première Guerre mondiale

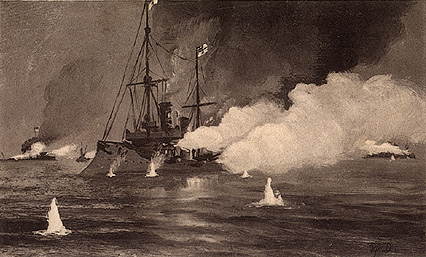
Le SMS Ariadne avant le naufrage.

Au déclenchement de la guerre, le navire est déjà obsolète. Il appartient à un groupe de petits croiseurs (les Hela, SMS Frauenlob et SMS Stettin) qui a pour mission d'assurer la sécurité les patrouilles allemandes autour de l'archipel de Heligoland.
Le matin du 28 août 1914, les navires britanniques attaquent les navires allemands dans la baie. Des croiseurs légers allemands sont appelés à la rescousse, dont le SMS Ariadne qui part de la baie de Jade en direction de la zone de bataille, accompagné du SMS Cöln. Celui-ci arrive en premier, grâce à sa vitesse supérieure, mais ne voit aucun navire allemand à cause du brouillard. Le SMS Ariadne navigue en direction du nord-ouest, lorsqu'il rencontre à 13 heures un croiseur de bataille britannique commandé par Beatty. Celui ouvre le tir à courte distance sur le navire allemand qui devient en un quart d'heure une épave en feu. Soixante-quatre hommes d'équipage perdent la vie. Ensuite le navire britannique disparaît dans le brouillard. Plus tard les SMS Danzig et SMS Stralsund repèrent l'épave. Cent-soixante-dix hommes du SMS Ariadne sont recueillis à bord du Danzig et cinquante-neuf à bord du Stralsund. Des tentatives de remorquer l’Ariadne échouent. Il coule vers 16 heures. Quant au Cöln, il parvient à se dissimuler dans le brouillard après un premier engagement qui l'endommage, mais il rencontre ensuite le HMS Lion qui le coule. Seul un homme d'équipage est sauvé.
L'écrivain Theodor Plievier a décrit la scène du naufrage du SMS Ariadne dans son roman autobiographique Des Kaisers Kulis.